# Desiree Scott
Desiree Rose Marie Scott (Winnipeg, Manitoba, Canadá; 31 de julio de 1987) es una futbolista canadiense. Juega como centrocampista en el Kansas City NWSL de la National Women's Soccer League de Estados Unidos.

## Trayectoria
Desiree Scott comenzó en la NCAA con el Manitoba Bisons (2005-2009). En 2010 pasó a la W-League con el Vancouver Whitecaps y debutó con la selección de Canadá, con la que ha jugado 124 partidos a fecha de 2017.
En 2013 dio el salto a la National Women's Soccer League con el F.C. Kansas City y en 2014 fichó por el Notts County L.F.C.
En 2016 volvió a la National Women's Soccer League de nuevo en el F.C. Kansas City.
Con la selección canadiense ha jugado el Mundial 2011 y los Juegos Olímpicos 2012, donde ganó la medalla de bronce.  Ella se ganó la medalla de bronce otra vez en los Juegos Olímpicos 2016.

## Clubes
| Club                   | País           | Año             |
| ---------------------- | -------------- | --------------- |
| Vancouver Whitecaps FC | Canadá         | 2010 - 2012     |
| F.C. Kansas City       | Estados Unidos | 2013            |
| Notts County L.F.C.    | Inglaterra     | 2014 - 2015     |
| F.C. Kansas City       | Estados Unidos | 2016 - 2017     |
| Utah Royals            | Estados Unidos | 2018 - 2020     |
| Kansas City NWSL       | Estados Unidos | 2021 - presente |

## Palmarés

### Campeonatos internacionales
| Título           | Equipo | Sede           | Año  |
| ---------------- | ------ | -------------- | ---- |
| Juegos Olímpicos | Canadá | Londres        | 2012 |
| Juegos Olímpicos | Canadá | Río de Janeiro | 2016 |
| Juegos Olímpicos | Canadá | Tokio          | 2020 |